# Deutsche Leichtathletik-Meisterschaften 1911
Die 14. Deutschen Leichtathletik-Meisterschaften fanden am 20. August 1911 in Dresden statt.

## Wettbewerbsprogramm
Gegenüber dem Vorjahr wurden zwei neue Disziplinen in den Wettbewerbskatalog aufgenommen: der Speerwurf und der Zehnkampf.

## Ausgelagerte Wettbewerbe
Wie schon in den vergangenen Jahren fanden einige Wettbewerbe nicht am Hauptort statt. Das 100-km-Straßengehen wurde am 4. Juni in Hamburg ausgetragen, der neu hinzugekommene Zehnkampf fand am 15. Oktober in Münster statt. Außerdem gab es auch wieder einen Marathonlauf – in Frankfurt am Main am 13. August, diesmal über 40 km. Dieser Wettbewerb gehörte jedoch noch bis 1924 offiziell nicht zu den Meisterschaftswettbewerben, sondern wurde als „Deutscher Marathonlauf“ unabhängig davon durchgeführt.

## Rekord
Richard Rau (SC Charlottenburg) stellte über 200 m mit 22,0 Sekunden einen neuen deutschen Rekord (DR) auf.

## Medaillengewinner
| Disziplin                                       | Gold                                | Leistung        | Silber                                 | Leistung      | Bronze                                    | Leistung                   |
| ----------------------------------------------- | ----------------------------------- | --------------- | -------------------------------------- | ------------- | ----------------------------------------- | -------------------------- |
| 100 m                                           | Richard Rau (SC Charlottenburg)     | 11,1 s000       | Max Herrmann (Berliner SC)             |               | Alfred Osternack (VfB Leipzig)            |                            |
| 200 m                                           | Richard Rau (SC Charlottenburg)     | 22,0 s DR       | Max Herrmann (Berliner SC)             | 23,0 s00      | Alfred Osternack (VfB Leipzig)            |                            |
| 400 m                                           | Max Herrmann (Berliner SC)          | 51,0 s000       | Heinrich Burkowitz (SC Charlottenburg) | 52,8 s0       | Edgar Ehlers (1. Kieler FV)               |                            |
| 800 m                                           | James Lightbody / USA (Berliner SC) | 1:59,6 min0     | Carl Ernst (Berliner SC)               | 1:59,8 min    | Otto Buchhorn (Berliner SC)               |                            |
| 1500 m                                          | James Lightbody / USA (Berliner SC) | 4:16,2 min0     | Georg Mickler (SC Charlottenburg)      |               | Johann Krüger (BC Sportlust Dresden)      |                            |
| 7500 m                                          | Otto Wagner (SV 07 Leipzig)         | 25:23,0 min0    | Jean Kastenholz (Kölner BC 01)         | 25:38,0 min   | Fritz Blankenburg (SC Marathon Berlin 06) | 25:58,0 min                |
| Marathonlauf 40 km                              | Max Wils (ASC Marathon Berlin)      | 2:45:17,1 h000  | R. Graebke (SC Charlottenburg)         | 3:10:52 h0000 | Oswald Fuchs (SC Athen 06 Berlin)         | 3:23:36 h0000              |
| 110 m Hürden                                    | Richard Rau (SC Charlottenburg)     | 16,6 s000       | Karl Weitling (Berliner SC)            |               | Arthur Schmidt (SC Charlottenburg)        |                            |
| 3000 m Hindernis                                | Paul Seyffert (SC Charlottenburg)   | 10:14,0 min0    | Walter Roegind (SC Charlottenburg)     | 10:43,0 min   | nur zwei Athleten am Start                | nur zwei Athleten am Start |
| 3000-m- Bahngehen                               | Otto Buckow (Berliner AK)           | 13:42,3 min0    | Willi Tscharntke (TiB Berlin)          | 13:46,2 min   | Paul Gunia (SC Teutonia 99 Berlin)        | 14:01,4 min                |
| 100-km-Straßengehen                             | Kurt Nippe (SC Marathon Berlin)     | 11:22:00,0 h000 | Wilhelm Schmidt (1. FC Nürnberg)       |               | Handwerker (FC Phönix Ludwigshafen)       |                            |
| Hochsprung                                      | Hans Liesche (Eimsbütteler TV)      | 1,82 m          | Robert Pasemann (TiB Berlin)           | 1,77 m        | Theodor Bieber (VfB Dresden)              | 1,70 m                     |
| Stabhochsprung                                  | Robert Pasemann (TiB Berlin)        | 3,54 m          | Otto Fleiter (ASC Münster)             | 3,45 m        | Kurt Königsdorf (TK Braunschweig)         | 3,10 m                     |
| Weitsprung                                      | Robert Pasemann (TiB Berlin)        | 6,66 m          | Albert Weinstein (Berliner SC)         | 6,51 m        | Ludwig Römermann (Braunschweiger TC)      | 6,35 m                     |
| Kugelstoßen                                     | Franz Buchholz (SC Heros Berlin)    | 12,06 m         | Alex Abraham (TiB Berlin)              | 11,57 m       |                                           |                            |
| Diskuswurf                                      | Emil Welz (ATB Frankfurt)           | 39,01 m         | Paul Willführ (Berliner SC)            | 37,17 m       | Alex Abraham (TiB Berlin)                 | 35,34 m                    |
| Speerwurf                                       | Paul Willführ (Berliner SC)         | 50,72 m         | Ernst Strohbach (Turnlust Dresden)     | 49,85 m       | Otto Fleiter (ASC Münster)                | 48,28 m                    |
| Zehnkampf (2. Zeile: Pkte. nach 1985er Wertung) | Karl Halt (MTV München)             | 496 P (5064 P)  | Alex Abraham (TiB Berlin)              | (5053 P)      | Otto Fleiter (ASC Münster)                | (4781 P)                   |